# Khẩu phần K

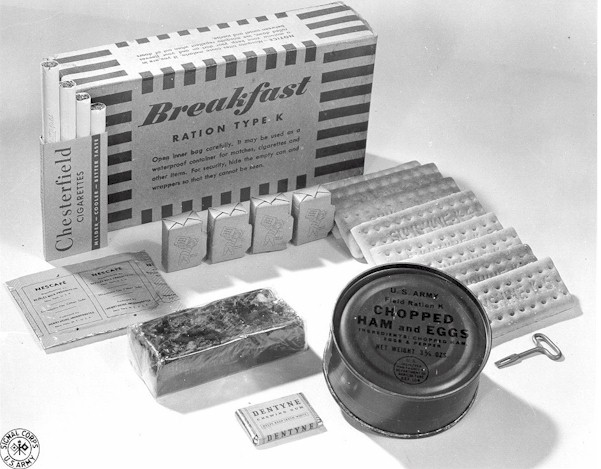
Bữa sáng trong Khẩu phần K

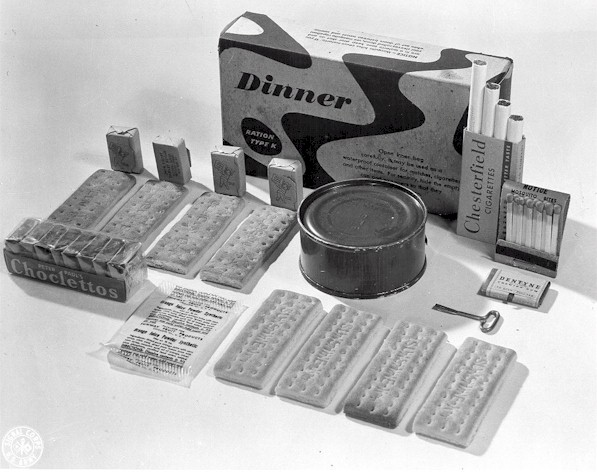
Bữa tối trong Khẩu phần K

Khẩu phần K là phần ăn dã chiến hàng ngày được Lục quân Hoa Kỳ áp dụng trong Thế chiến thứ hai. Ban đầu khẩu phần này được dự định là khẩu phần đóng gói riêng để cấp cho lính dù, tổ lái tăng, người giao nhận bằng xe gắn máy và các lực lượng cơ động khác trong thời gian ngắn. Khẩu phần K cung cấp ba bữa ăn được đóng trong hộp riêng biệt: bữa sáng, bữa trưa và bữa tối.